# Heliconius garleppi
Heliconius garleppi är en fjärilsart som beskrevs av Heinrich Neustetter 1928. Heliconius garleppi ingår i släktet Heliconius och familjen praktfjärilar. Inga underarter finns listade i Catalogue of Life.